# Callyna abscissa
Callyna abscissa är en fjärilsart som beskrevs av Walter Karl Johann Roepke 1938. Callyna abscissa ingår i släktet Callyna och familjen nattflyn. Inga underarter finns listade i Catalogue of Life.